# パトリック・マーフィー
パトリック・ブライアン・マーフィー（Patrick Brian Murphy、1995年6月10日 - ）は、アメリカ合衆国アリゾナ州チャンドラー出身のプロ野球選手（投手）。右投右打。KBOのKTウィズ所属。

## 経歴

### プロ入り前
高校時代に右肘のトミー・ジョン手術を受けている。

### プロ入りとブルージェイズ時代
2013年のMLBドラフト3巡目（全体83位）でトロント・ブルージェイズから指名され、予定していたオレゴン大学への進学を取りやめプロ入り。契約金は50万ドル。
2014年に傘下のルーキー級ガルフ・コーストリーグ・ブルージェイズでプロデビューしたが、3試合に登板した後に手と腕のしびれを感じ、診断の結果肋骨の一本が神経を圧迫していることが判明。これを切除する手術を受けた。それでもしびれが続いたため、右肘の神経を除去する手術を受けた。
2015年は手術のリハビリのため全休した。
2016年にA－級バンクーバー・カナディアンズで復帰し、その後A級ランシング・ラグナッツへ昇格した。
2018年オフにルール・ファイブ・ドラフトでの流出を防ぐために40人枠に登録された。
2020年9月18日に初めてメジャーへ昇格し、同日のフィラデルフィア・フィリーズ戦に登板してメジャーデビューを果たした。メジャーでは4試合に登板して防御率1.50、5奪三振を記録した。
2021年2月28日に右肩の関節の捻挫により、60日間故障者リストへ送られた。6月16日に復帰して8試合に登板したが、8月11日にDFAとなった。

### ナショナルズ時代
2021年8月14日にウェイバー公示を経てワシントン・ナショナルズへ移籍した。この年は移籍前と合わせて25試合に登板して0勝3敗、防御率5.14、29奪三振を記録した。

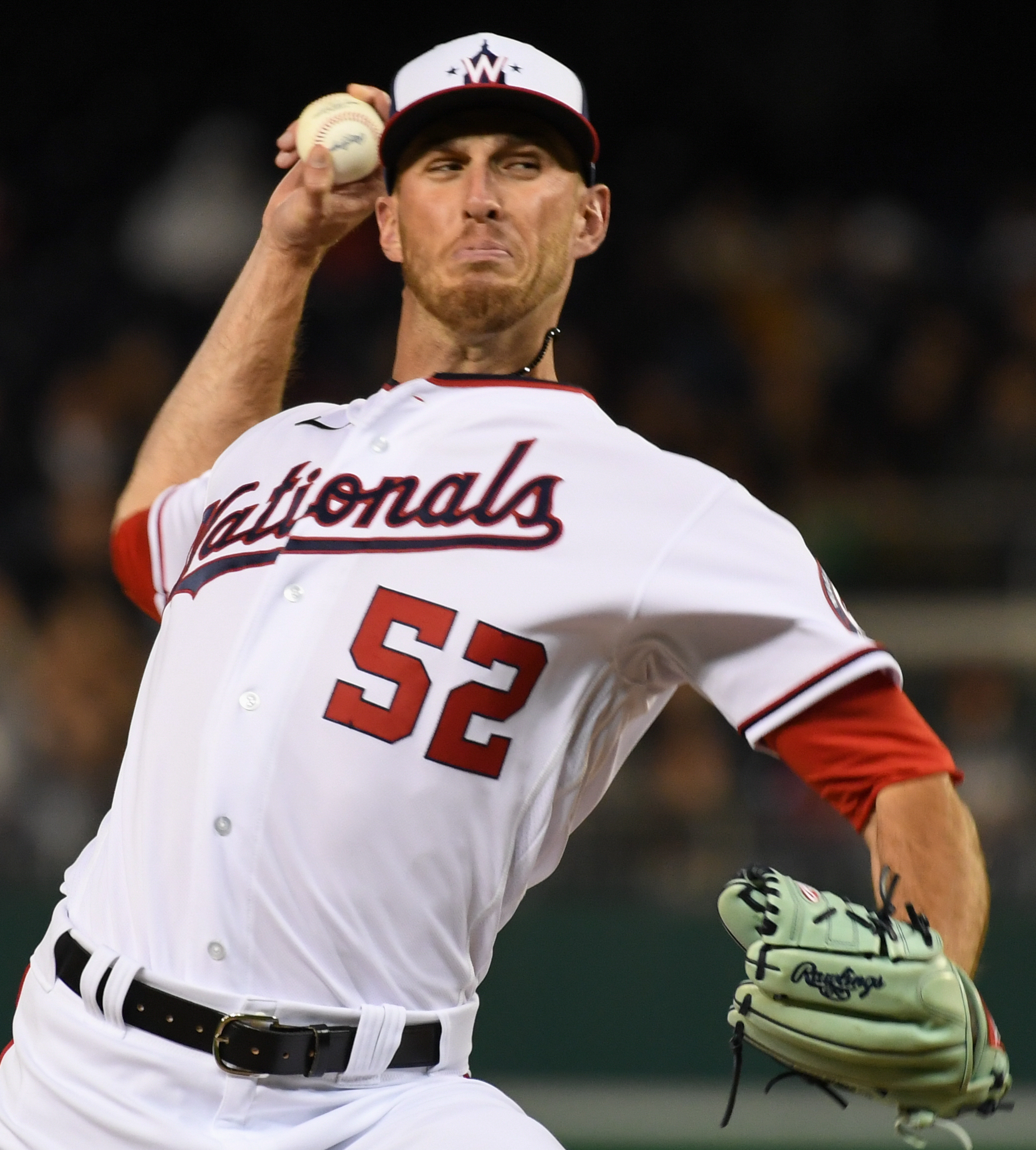
ワシントン・ナショナルズ時代（2022年4月8日）

2022年は6試合に登板したが、4月21日にDFAとなり、27日にマイナー契約となって傘下のAAA級ロチェスター・レッドウイングスへ送られた。オフの11月6日にFAとなった。

### ツインズ傘下時代
2022年12月13日にとマイナー契約を結び、スプリングトレーニングに招待選手として参加することになった。
2023年は傘下のAAA級セントポール・セインツで42試合（先発4試合）に登板して6勝4敗、防御率3.69、97奪三振を記録したが、メジャーへの昇格はなかった。オフの11月6日にFAとなった。

### 日本ハム時代
2023年12月4日、北海道日本ハムファイターズとの契約合意が球団から発表された。背番号は31で、推定年俸は1億2000万円。シーズンでは40試合に登板し、1勝2敗13ホールド、防御率3.26を記録。同年限りで退団することが11月15日に球団から発表された。

### レンジャーズ傘下時代
2024年12月24日にテキサス・レンジャーズとマイナー契約を結んだ。2025年、レンジャース傘下のAAA級のラウンドロック・エクスプレスで14試合に登板して、1勝2敗、防御率3.18の成績を残した。

### KT時代
2025年7月11日、不振により退団したウィリアム・クエバスの代役として、韓国プロ野球のKTウィズと契約した。KTでの登録名は「パトリック」。

## 詳細情報

### 年度別投手成績
| 年 度    | 球 団    | 登 板 | 先 発 | 完 投 | 完 封 | 無 四 球 | 勝 利 | 敗 戦 | セ 丨 ブ | ホ 丨 ル ド | 勝 率 | 打 者 | 投 球 回 | 被 安 打 | 被 本 塁 打 | 与 四 球 | 敬 遠 | 与 死 球 | 奪 三 振 | 暴 投 | ボ 丨 ク | 失 点 | 自 責 点 | 防 御 率 | W H I P |
| -------- | -------- | ----- | ----- | ----- | ----- | -------- | ----- | ----- | -------- | ----------- | ----- | ----- | -------- | -------- | ----------- | -------- | ----- | -------- | -------- | ----- | -------- | ----- | -------- | -------- | ------- |
| 2020     | TOR      | 4     | 0     | 0     | 0     | 0        | 0     | 0     | 0        | 0           | ----  | 25    | 6.0      | 6        | 0           | 2        | 0     | 0        | 5        | 0     | 0        | 1     | 1        | 1.50     | 1.33    |
| 2021     | TOR      | 8     | 0     | 0     | 0     | 0        | 0     | 1     | 0        | 1           | .000  | 44    | 9.1      | 12       | 1           | 4        | 0     | 2        | 6        | 1     | 0        | 6     | 5        | 4.82     | 1.71    |
| 2021     | WSH      | 17    | 0     | 0     | 0     | 0        | 0     | 2     | 0        | 4           | .000  | 84    | 18.2     | 19       | 2           | 6        | 0     | 2        | 23       | 2     | 0        | 12    | 11       | 5.30     | 1.34    |
| '21計    | WSH      | 25    | 0     | 0     | 0     | 0        | 0     | 3     | 0        | 5           | .000  | 128   | 28.0     | 31       | 3           | 10       | 0     | 4        | 29       | 3     | 0        | 18    | 16       | 5.14     | 1.46    |
| 2022     | WSH      | 6     | 0     | 0     | 0     | 0        | 0     | 0     | 0        | 0           | ----  | 34    | 5.2      | 8        | 0           | 8        | 0     | 0        | 4        | 1     | 0        | 6     | 4        | 6.35     | 2.82    |
| 2024     | 日本ハム | 40    | 0     | 0     | 0     | 0        | 1     | 2     | 0        | 13          | .333  | 158   | 38.2     | 31       | 2           | 15       | 1     | 3        | 30       | 1     | 0        | 17    | 14       | 3.26     | 1.19    |
| NPB：1年 | NPB：1年 | 40    | 0     | 0     | 0     | 0        | 1     | 2     | 0        | 13          | .333  | 158   | 38.2     | 31       | 2           | 15       | 1     | 3        | 30       | 1     | 0        | 17    | 14       | 3.26     | 1.19    |
| MLB：3年 | MLB：3年 | 35    | 0     | 0     | 0     | 0        | 0     | 3     | 0        | 5           | .000  | 187   | 39.2     | 45       | 3           | 20       | 0     | 4        | 38       | 4     | 0        | 25    | 21       | 4.76     | 1.64    |

- 2024年度シーズン終了時

### 年度別守備成績
| 年 度 | 球 団  | 投手（P） | 投手（P） | 投手（P） | 投手（P） | 投手（P） | 投手（P） |
| 年 度 | 球 団  | 試 合     | 刺 殺     | 補 殺     | 失 策     | 併 殺     | 守 備 率  |
| ----- | ------ | --------- | --------- | --------- | --------- | --------- | --------- |
| 2020  | TOR    | 4         | 0         | 1         | 0         | 0         | 1.000     |
| 2021  | TOR    | 8         | 0         | 0         | 0         | 0         | ----      |
| 2021  | WSH    | 17        | 2         | 2         | 0         | 0         | 1.000     |
| '21計 | WSH    | 25        | 2         | 2         | 0         | 0         | 1.000     |
| 2022  | WSH    | 6         | 0         | 2         | 0         | 0         | 1.000     |
| 2024  | 日ハム | 40        | 2         | 13        | 0         | 1         | 1.000     |
| NPB   | NPB    | 40        | 2         | 13        | 0         | 1         | 1.000     |
| MLB   | MLB    | 35        | 2         | 5         | 0         | 0         | 1.000     |

- 2024年度シーズン終了時

### 記録

#### NPB
初記録
投手記録
- 初登板：2024年3月29日、対千葉ロッテマリーンズ1回戦（ZOZOマリンスタジアム）、7回裏に2番手で救援登板、1回無失点
- 初奪三振：同上、7回裏に中村奨吾から空振り三振
- 初勝利：2024年4月29日、対オリックス・バファローズ6回戦（エスコンフィールドHOKKAIDO）、8回表に2番手で救援登板、1回無失点

打撃記録
- 初打席：2024年6月7日、対東京ヤクルトスワローズ1回戦（明治神宮野球場）、8回表に石山泰稚から空振り三振

### 背番号
- 66（2020年 - 2021年途中）
- 52（2021年途中 - 2022年）
- 31（2024年[12]）
- 32（2025年 - ）